# Maduración de la carne de vacuno

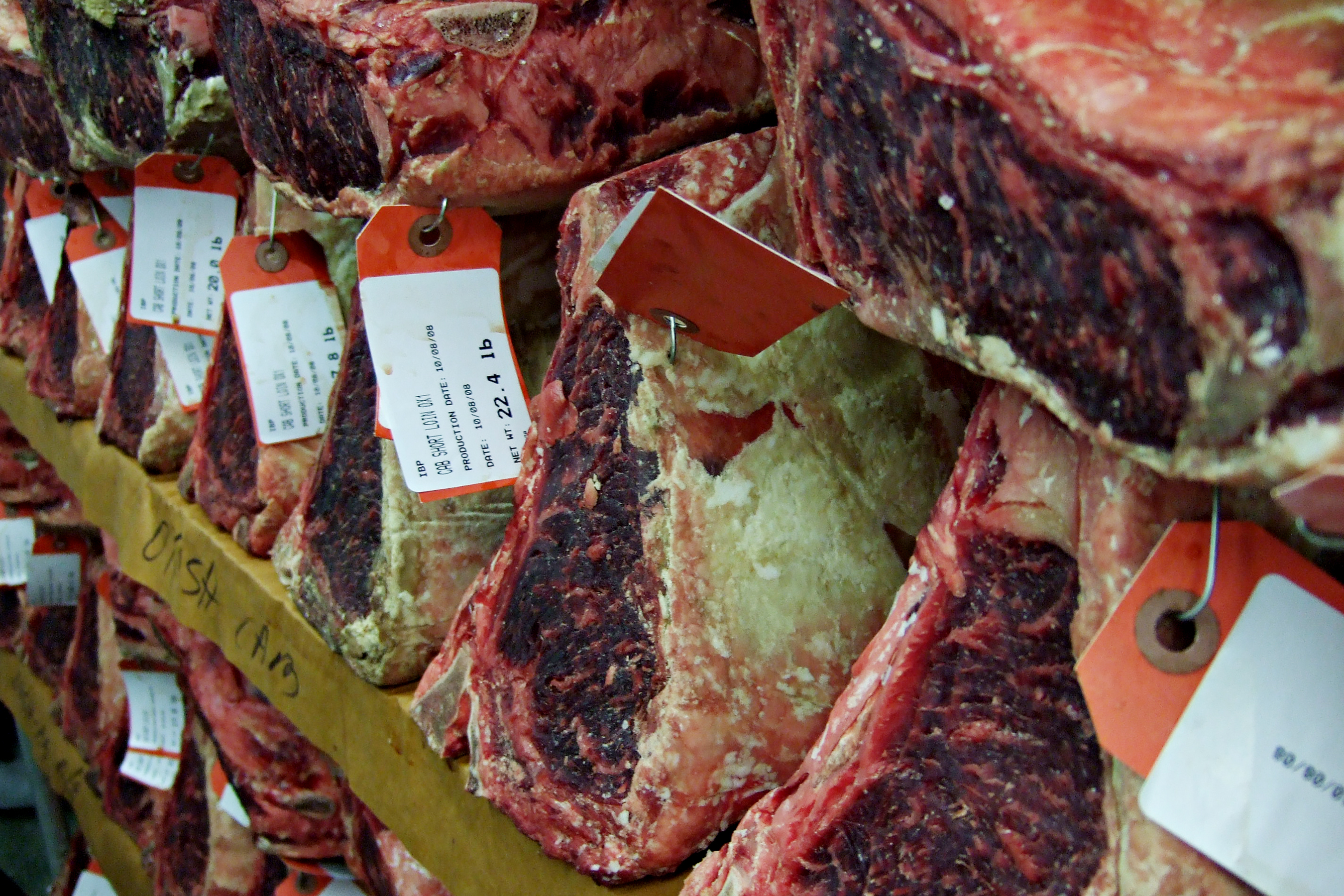
Carne madurada.

Se denomina maduración de la carne de vacuno (beef aging en inglés) al proceso previo de maduración de la carne de vacuno para su consumo. Tal proceso persigue la ruptura natural de los tejidos conjuntivos por añejamiento.

## Maduración en seco (dry aged beef)

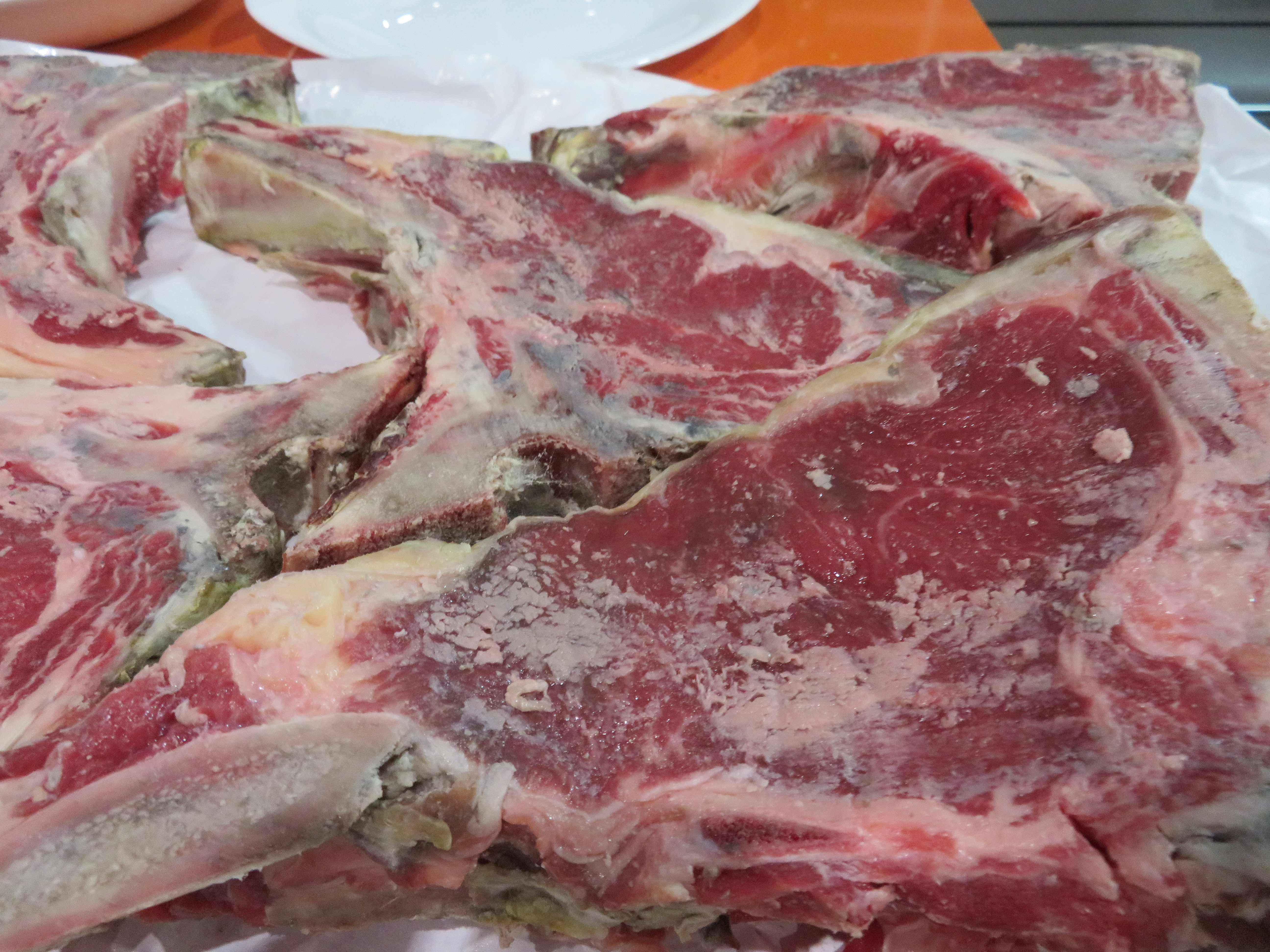
Chuletón de ternera, carne de vacuno madurada cortada con sierra de carne.

Podría traducirse como maduración (aged) en seco (dry) de carne de vacuno (beef). Se le denomina al proceso de reposo al que se somete a la carne para su añejamiento progresivo, en ambientes de temperatura y humedad controladas durante un período prolongado de tiempo. Al animal, tras el sacrificio y posterior limpieza, se le suele dividir en dos mitades (corte longitudinal) o en grandes cortes primarios que luego pasan a una zona refrigerada. Este proceso implica un gasto considerable ya que la carne debe permanecer a temperaturas cercanas a la congelación durante varias semanas, antes de considerarse apta para su comercialización. Además, para la maduración solo se seleccionan piezas de gran calidad ya que el proceso requiere de carnes con un gran contenido graso distribuido de modo uniforme (índice de marmorización). 
Debido a esto, es raro ver carnes así procesadas fuera del circuito de restaurantes especializados steak house y carnicerías de alto nivel. La clave fundamental del "dry aged" consiste en lograr una mayor concentración del sabor —incomparablemente superior a la carne fresca envasada al vacío— y una textura más suave.  El tiempo mínimo recomendado para un óptimo proceso de maduración es de cuatro semanas.
El proceso logra mejorar la carne de dos modos. Primero, por la evaporación de la humedad del músculo que provoca una alta concentración en el sabor y el gusto de la carne. Segundo, por la acción de las enzimas endógenas —presentes de forma natural en la carne— que desintegran los tejidos conjuntivos del músculo y produce un ablandamiento en la carne que la vuelve más tierna. 
Actualmente, el proceso "dry-aged"  para carne de vacuno es poco frecuente en los Estados Unidos debido a la significativa merma que sufre cada pieza en el proceso de secado.
La maduración en seco favorece la proliferación de cierta especie de hongos (moho) en el exterior de la pieza. Ello no supone ningún daño a la carne, apenas la formación de una costra que se retira en el momento de cortar y preparar la carne para su cocción. Además, estas especies de hongos también ayudan —junto a las enzimas endógenas— a ablandar y a potenciar el sabor de la carne. Por ejemplo, se conoce la capacidad del moho del género Thamnidium en la producción de enzimas colagenolíticas y su contribución al sabor y suavidad de las carnes.

## Wet aged beef: maduración en húmedo
De difícil traducción, podría leerse como maduración (aged) en húmedo (wet) de la carne de vacuno (beef). Consiste en un proceso de maduración de período corto de la carne, que luego es envasada al vacío, para retener todos los jugos naturales de la carne. Suele refrigerarse dentro de las 24 horas posteriores al sacrificio y el proceso de maduración obedece a las mismas razones que el denominado como "dry-aged". Es la modalidad dominante en los Estados Unidos, dónde supone casi el 90 % de la carne que se comercializa en el país. Su popularidad responde a su menor coste, ya que el proceso de maduración toma menos tiempo —apenas unos días— y la merma de volumen es mínima; en contraste con el proceso en seco, que toma entre 15 y 28 días y con una merma considerable de volumen que puede suponer un tercio o más de la masa inicial.  Hasta la década de los años 1970 el proceso "wet aged" para carne de vacuno, era el único disponible comercialmente.

## Maduración en húmedo vs maduración en seco
El proceso de maduración tradicional en húmedo se diferencia del seco, en su intención de preservar la proporción natural de agua en los tejidos dentro del envase al vacío, lo que origina un rendimiento mayor sin apenas mermas en el volumen. Esto, unido al cortísimo período de maduración en cámaras refrigeradas que no requieren mucha precisión en el control de sus ambientes (humedad + temperatura), le dotan de un coste muy económico al consumidor. Por el contrario, el proceso "dry aged" es mucho más caro. Toma como mínimo tres semanas de maduración y las mermas en el volumen son drásticas: hasta la quinta parte del volumen total se "pierde", primero por evaporación durante el período de secado y luego en la costra que recubre a la pieza, que se retira antes de la cocción.
Además las piezas en "dry aged" ocupan mucho más espacio en las cámaras de refrigeración debido a las condiciones de almacenaje —mayor espacio entre piezas— y a la lenta rotación de mercancía debido a estancias más prolongadas. Debido a sus costes económicos, la maduración en seco está reservada para carnes de más alta calidad. 
Algunos consumidores prefieren la carne de vacuno madurada en seco por su sabor más marcado y complejo en comparación con el de maduración en húmedo. Restaurantes de alto nivel parecen preferir la calidad de las carnes maduradas al seco y procuran presentar un par de platos estrellas en sus cartas para aquellos comensales que estén dispuestos a pagar un plus. En cambio, la mayoría de los consumidores están familiarizados con la carne de maduración en húmedo, de sabor menos pronunciado y una textura que tiende más hacia lo blando que hacia lo tierno.
No siempre los que gustan de comer carne, suelen ponerse de acuerdo sobre cuál método de maduración ofrece el mejor filete en el plato. Aunque la maduración en seco apela a los tradicionalistas, unos pocos consideran que la maduración en húmedo produce una carne superior.